# Liste der Kulturdenkmäler in Florstadt
Die folgende Liste enthält die in der Denkmaltopographie ausgewiesenen Kulturdenkmäler auf dem Gebiet  der  Stadt Florstadt, Wetteraukreis, Hessen.
Hinweis: Die Reihenfolge der Denkmäler in dieser Liste orientiert sich zunächst an Stadtteilen und anschließend der Anschrift, alternativ ist sie auch nach der Bezeichnung, der vom Landesamt für Denkmalpflege vergebenen Nummer oder der Bauzeit sortierbar.
Kulturdenkmäler werden fortlaufend im Denkmalverzeichnis des Landes Hessen durch das Landesamt für Denkmalpflege Hessen auf Basis des Hessischen Denkmalschutzgesetzes (HDSchG) geführt. Die Schutzwürdigkeit eines Kulturdenkmals hängt nicht von der Eintragung in das Denkmalverzeichnis des Landes Hessen oder der Veröffentlichung in der Denkmaltopographie ab.

## Leidhecken
| Bild            | Bezeichnung                                                                    | Lage                                                                                       | Beschreibung | Bauzeit | Objekt-Nr. |
| --------------- | ------------------------------------------------------------------------------ | ------------------------------------------------------------------------------------------ | ------------ | ------- | ---------- |
| Bild gesucht BW | Ehem. Bürgermeisteramt und Schule                                              | Leidhecken, Bingenheimer Straße 1 LageFlur: 1, Flurstück: 220/7                            |              |         | 5141 DDB   |
| Bild gesucht BW |                                                                                | Leidhecken, Bingenheimer Straße 5 LageFlur: 1, Flurstück: 217/3                            |              |         | 5143 DDB   |
| Bild gesucht BW |                                                                                | Leidhecken, Bingenheimer Straße 6 LageFlur: 1, Flurstück: 140/3                            |              |         | 5145 DDB   |
| Bild gesucht BW |                                                                                | Leidhecken, Bingenheimer Straße 9 LageFlur: 1, Flurstück: 194/2                            |              |         | 5147 DDB   |
| Bild gesucht BW |                                                                                | Leidhecken, Bingenheimer Straße 11 LageFlur: 1, Flurstück: 191/1                           |              |         | 5149 DDB   |
| Bild gesucht BW |                                                                                | Leidhecken, Bingenheimer Straße 12 LageFlur: 1, Flurstück: 147/1                           |              |         | 5151 DDB   |
| Bild gesucht BW |                                                                                | Leidhecken, Bingenheimer Straße 16 LageFlur: 1, Flurstück: 151/2                           |              |         | 5153 DDB   |
| Bild gesucht BW |                                                                                | Leidhecken, Bingenheimer Straße 24 LageFlur: 1, Flurstück: 157/4                           |              |         | 5155 DDB   |
| Bild gesucht BW | Gefallenendenkmal auf dem Friedhof                                             | Leidhecken, Friedhofsweg o. Nr. LageFlur: 1, 2, 9, Flurstück: 178, 179, 293, 294, 46/7, 78 |              |         | 963041 DDB |
| Bild gesucht BW | Gesamtanlage Leidhecken                                                        | Leidhecken, Gesamtanlage Leidhecken Lage                                                   |              |         | 5139 DDB   |
| Bild gesucht BW | Kirchhof mit ev. Kirche, Gedenkstätten, Erdkeller, Brunnen und Schule von 1908 | Leidhecken, Stadener Straße 2 LageFlur: 1, Flurstück: 220/4                                |              |         | 5157 DDB   |
| Bild gesucht BW |                                                                                | Leidhecken, Unterdorfstraße 4 LageFlur: 1, Flurstück: 233/2                                |              |         | 5159 DDB   |
| Bild gesucht BW | Ehem. Pfarrhaus                                                                | Leidhecken, Unterdorfstraße 8 LageFlur: 1, Flurstück: 238/2                                |              |         | 5161 DDB   |
| Bild gesucht BW |                                                                                | Leidhecken, Unterdorfstraße 22 LageFlur: 1, Flurstück: 256                                 |              |         | 5163 DDB   |
| Bild gesucht BW |                                                                                | Leidhecken, Unterdorfstraße 23 LageFlur: 1, Flurstück: 117                                 |              |         | 5165 DDB   |
| Bild gesucht BW |                                                                                | Leidhecken, Unterdorfstraße 27 LageFlur: 1, Flurstück: 113/1                               |              |         | 5167 DDB   |

## Nieder-Florstadt
| Bild                          | Bezeichnung                                       | Lage | Beschreibung | Bauzeit                | Objekt-Nr. |
| ----------------------------- | ------------------------------------------------- | --- | --- | ---------------------- | ---------- |
| weitere Bilder                | Stundenstein                                      | Nieder-Florstadt, An den Maueräckern (außerhalb der Ortslage) LageFlur: 10, Flurstück: 30/1                                              | |                        | 5253 DDB   |
| weitere Bilder                | Ehem. Schule                                      | Nieder-Florstadt, Auf der Beunde 4 LageFlur: 2, Flurstück: 224/18                                                                        | | 1910                   | 5173 DDB   |
| Bild gesucht BW               |                                                   | Nieder-Florstadt, Enggasse 1 LageFlur: 2, Flurstück: 85/1                                                                                | |                        | 641205 DDB |
|                               |                                                   | Nieder-Florstadt, Enggasse 2 LageFlur: 2, Flurstück: 56/1                                                                                | |                        | 5175 DDB   |
| weitere Bilder                |                                                   | Nieder-Florstadt, Enggasse 4 LageFlur: 2, Flurstück: 55/1                                                                                | |                        | 5177 DDB   |
| weitere Bilder                |                                                   | Nieder-Florstadt, Enggasse 7 LageFlur: 2, Flurstück: 88/1                                                                                | |                        | 5179 DDB   |
|                               |                                                   | Nieder-Florstadt, Enggasse 8 LageFlur: 2, Flurstück: 50/1                                                                                | |                        | 5181 DDB   |
| Bild gesucht BW               |                                                   | Nieder-Florstadt, Faulgasse 4 LageFlur: 2, Flurstück: 1/5                                                                                | |                        | 5183 DDB   |
| Ansicht von Süden             | Ehem. Schloß der Freiherren von Löw zu Steinfurth | Nieder-Florstadt, Friedberger Landstraße 3/3e/3d/3c/3h/3a/sf LageFlur: 2, Flurstück: 428/1, 437/7–10, 437/12, 439/2, 442/4, 442/5, 446/7 | |                        | 5185 DDB   |
| weitere Bilder                |                                                   | Nieder-Florstadt, Friedberger Landstraße 12 LageFlur: 2, Flurstück: 53/1                                                                 | |                        | 5187 DDB   |
| weitere Bilder                |                                                   | Nieder-Florstadt, Friedberger Landstraße 14 LageFlur: 2, Flurstück: 58/1                                                                 | |                        | 5189 DDB   |
| weitere Bilder                |                                                   | Nieder-Florstadt, Friedberger Landstraße 25 und 27 LageFlur: 2, Flurstück: 420, 421/1, 423                                               | |                        | 5191 DDB   |
|                               |                                                   | Nieder-Florstadt, Friedberger Landstraße 30 LageFlur: 2, Flurstück: 258/1                                                                | |                        | 5193 DDB   |
| weitere Bilder                |                                                   | Nieder-Florstadt, Fußhain 3 LageFlur: 2, Flurstück: 217/1                                                                                | |                        | 5195 DDB   |
| weitere Bilder                |                                                   | Nieder-Florstadt, Fußhain 7 LageFlur: 2, Flurstück: 213                                                                                  | |                        | 5197 DDB   |
| weitere Bilder                |                                                   | Nieder-Florstadt, Fußhain 11 LageFlur: 2, Flurstück: 203/4                                                                               | |                        | 5199 DDB   |
|                               |                                                   | Nieder-Florstadt, Fußhain 13 LageFlur: 2, Flurstück: 204/1                                                                               | |                        | 5201 DDB   |
| weitere Bilder                |                                                   | Nieder-Florstadt, Fußhain 14 LageFlur: 2, Flurstück: 202                                                                                 | |                        | 5203 DDB   |
| Gesamtanlage Nieder-Florstadt | Gesamtanlage Nieder-Florstadt                     | Nieder-Florstadt, Gesamtanlage Nieder-Florstadt Lage                                                                                     | |                        | 5171 DDB   |
| weitere Bilder                | Ehemaliger Jüdischer Friedhof                     | Nieder-Florstadt, Hinter der Kirche o. Nr. LageFlur: 1, Flurstück: 175                                                                   | Ehemaliger jüdischer Friedhof Nieder-Florstadt, Kulturdenkmal aus geschichtlichen Gründen. Heute Gedenkstätte mit einer Stele. | Anfang 20. Jahrhundert | 5215 DDB   |
| weitere Bilder                | Ehrenmal                                          | Nieder-Florstadt, Kirchgasse o. Nr. LageFlur: 1, Flurstück: 387                                                                          | |                        | 5213 DDB   |
| weitere Bilder                |                                                   | Nieder-Florstadt, Kirchgasse 2 LageFlur: 1, Flurstück: 304                                                                               | |                        | 5205 DDB   |
| weitere Bilder                | Pfarrhof                                          | Nieder-Florstadt, Kirchgasse 12 LageFlur: 1, Flurstück: 280/1                                                                            | |                        | 5207 DDB   |
| weitere Bilder                | Ev. Pfarrkirche                                   | Nieder-Florstadt, Kirchgasse 14 LageFlur: 1, Flurstück: 275                                                                              | |                        | 5209 DDB   |
| Bild gesucht BW               |                                                   | Nieder-Florstadt, Kirchgasse 16 LageFlur: 1, Flurstück: 279                                                                              | |                        | 5211 DDB   |
|                               |                                                   | Nieder-Florstadt, Marktplatz 2 LageFlur: 2, Flurstück: 83/1                                                                              | |                        | 5217 DDB   |
|                               |                                                   | Nieder-Florstadt, Marktplatz 3 LageFlur: 2, Flurstück: 84/2                                                                              | |                        | 5219 DDB   |
| weitere Bilder                |                                                   | Nieder-Florstadt, Marktplatz 4 LageFlur: 2, Flurstück: 60                                                                                | |                        | 5221 DDB   |
|                               |                                                   | Nieder-Florstadt, Niddastraße 1 LageFlur: 1, Flurstück: 310/3                                                                            | |                        | 5223 DDB   |
|                               |                                                   | Nieder-Florstadt, Niddastraße 15 LageFlur: 1, Flurstück: 297                                                                             | |                        | 5225 DDB   |
| weitere Bilder                |                                                   | Nieder-Florstadt, Niddastraße 17 LageFlur: 1, Flurstück: 296/1                                                                           | |                        | 5227 DDB   |
| weitere Bilder                |                                                   | Nieder-Florstadt, Niddastraße 20a LageFlur: 1, Flurstück: 24/2                                                                           | |                        | 5229 DDB   |
|                               |                                                   | Nieder-Florstadt, Niddastraße 27 LageFlur: 1, Flurstück: 269/1                                                                           | |                        | 5231 DDB   |
|                               |                                                   | Nieder-Florstadt, Niddastraße 39 LageFlur: 1, Flurstück: 260/1                                                                           | |                        | 5235 DDB   |
| weitere Bilder                | Ehem. Rathaus mit Schulräumen                     | Nieder-Florstadt, Weitgasse 8 LageFlur: 2, Flurstück: 75/3                                                                               | |                        | 5237 DDB   |
|                               |                                                   | Nieder-Florstadt, Weitgasse 21 LageFlur: 2, Flurstück: 106                                                                               | |                        | 5239 DDB   |
|                               |                                                   | Nieder-Florstadt, Weitgasse 22 LageFlur: 2, Flurstück: 96                                                                                | |                        | 5241 DDB   |
|                               |                                                   | Nieder-Florstadt, Weitgasse 32 LageFlur: 2, Flurstück: 37/3                                                                              | |                        | 5243 DDB   |
|                               |                                                   | Nieder-Florstadt, Weitgasse 34 LageFlur: 2, Flurstück: 40                                                                                | |                        | 5245 DDB   |
|                               |                                                   | Nieder-Florstadt, Weitgasse 35 LageFlur: 2, Flurstück: 10                                                                                | |                        | 5247 DDB   |
|                               |                                                   | Nieder-Florstadt, Weitgasse 39 LageFlur: 2, Flurstück: 28/1                                                                              | |                        | 5249 DDB   |
|                               |                                                   | Nieder-Florstadt, Weitgasse 45 LageFlur: 2, Flurstück: 35/1                                                                              | |                        | 5251 DDB   |

## Nieder-Mockstadt
| Bild            | Bezeichnung                   | Lage | Beschreibung   | Bauzeit | Objekt-Nr. |
| --------------- | ----------------------------- | --- | -------------- | ------- | ---------- |
| Bild gesucht BW |                               | Nieder-Mockstadt, Am Schwimmbad 20 LageFlur: 1, Flurstück: 590/1                                                                               |                |         | 5258 DDB   |
| Stundenstein    | Stundenstein                  | Nieder-Mockstadt, B 275 (bei Frankfurter Str. 49) LageFlur: 6, Flurstück: 150/11                                                               |                |         | 5310 DDB   |
| Bild gesucht BW |                               | Nieder-Mockstadt, Frankfurter Straße 6/6a/6b LageFlur: 1, Flurstück: 107/2                                                                     |                |         | 5264 DDB   |
| Bild gesucht BW |                               | Nieder-Mockstadt, Frankfurter Straße 10 LageFlur: 1, Flurstück: 109/2                                                                          |                |         | 5266 DDB   |
| Bild gesucht BW | Gesamtanlage Nieder-Mockstadt | Nieder-Mockstadt, Gesamtanlage Nieder-Mockstadt Lage                                                                                           |                |         | 5256 DDB   |
| Bild gesucht BW | Jüdischer Friedhof            | Nieder-Mockstadt, Im Rappenloh (außerhalb der Ortslage) LageFlur: 9, Flurstück: 66                                                             |                |         | 5308 DDB   |
| Bild gesucht BW |                               | Nieder-Mockstadt, In der Ecke 1 LageFlur: 1, Flurstück: 503                                                                                    |                |         | 5260 DDB   |
| Bild gesucht BW |                               | Nieder-Mockstadt, In der Ecke 2 LageFlur: 1, Flurstück: 502/7                                                                                  |                |         | 5262 DDB   |
| Bild gesucht BW | Erdkeller                     | Nieder-Mockstadt, Kellerstraße o. Nr. mit Kellerstraße 16 und 36, Lauterbacher Straße 19 LageFlur: 1, Flurstück: 230/1, 231/1, 234, 601, 621/4 |                |         | 5270 DDB   |
| Bild gesucht BW |                               | Nieder-Mockstadt, Kellerstraße 3 LageFlur: 1, Flurstück: 24                                                                                    |                |         | 5272 DDB   |
| Bild gesucht BW |                               | Nieder-Mockstadt, Kellerstraße 7 LageFlur: 1, Flurstück: 22                                                                                    |                |         | 5274 DDB   |
| Bild gesucht BW |                               | Nieder-Mockstadt, Kellerstraße 13 LageFlur: 1, Flurstück: 19                                                                                   |                |         | 5276 DDB   |
| Bild gesucht BW |                               | Nieder-Mockstadt, Kellerstraße 15 LageFlur: 1, Flurstück: 18/1                                                                                 |                |         | 5278 DDB   |
| Bild gesucht BW |                               | Nieder-Mockstadt, Kellerstraße 17 LageFlur: 1, Flurstück: 15/1                                                                                 |                |         | 5280 DDB   |
| Bild gesucht BW |                               | Nieder-Mockstadt, Kellerstraße 19/21 LageFlur: 1, Flurstück: 14/1                                                                              |                |         | 5282 DDB   |
| Bild gesucht BW | Gefallenendenkmal             | Nieder-Mockstadt, Lauterbacher Straße o. Nr. LageFlur: 1, Flurstück: 199/2                                                                     |                |         | 5296 DDB   |
| Bild gesucht BW | Erdkeller                     | Nieder-Mockstadt, Lauterbacher Straße o. Nr., Lauterbacher Straße 31 LageFlur: 1, Flurstück: 220, 223/3                                        | Zwei Erdkeller |         | 5294 DDB   |
| Bild gesucht BW |                               | Nieder-Mockstadt, Lauterbacher Straße 7 LageFlur: 1, Flurstück: 72/1                                                                           |                |         | 5284 DDB   |
| Bild gesucht BW |                               | Nieder-Mockstadt, Lauterbacher Straße 14 LageFlur: 1, Flurstück: 175/5                                                                         |                |         | 5286 DDB   |
| Bild gesucht BW |                               | Nieder-Mockstadt, Lauterbacher Straße 21 LageFlur: 1, Flurstück: 232/8                                                                         |                |         | 5288 DDB   |
| Bild gesucht BW |                               | Nieder-Mockstadt, Lauterbacher Straße 22 LageFlur: 1, Flurstück: 180                                                                           |                |         | 5290 DDB   |
| Bild gesucht BW | Erdkeller                     | Nieder-Mockstadt, Lauterbacher Straße 34 LageFlur: 1, Flurstück: 199/1                                                                         |                |         | 5292 DDB   |
| Bild gesucht BW | Ehem. Synagoge                | Nieder-Mockstadt, Orlesstraße 1 LageFlur: 1, Flurstück: 71/7                                                                                   |                |         | 5298 DDB   |
| Bild gesucht BW |                               | Nieder-Mockstadt, Orlesstraße 11 LageFlur: 1, Flurstück: 65                                                                                    |                |         | 5300 DDB   |
| Bild gesucht BW |                               | Nieder-Mockstadt, Orlesstraße 12 LageFlur: 1, Flurstück: 48/3                                                                                  |                |         | 5302 DDB   |
| Bild gesucht BW |                               | Nieder-Mockstadt, Stockheimer Straße 4 LageFlur: 1, Flurstück: 77                                                                              |                |         | 5304 DDB   |
| Bild gesucht BW | Ehem. Amtshof                 | Nieder-Mockstadt, Viehweg 10a, Amtshof LageFlur: 1, Flurstück: 186, 187                                                                        |                |         | 5306 DDB   |

## Ober-Florstadt
| Bild            | Bezeichnung                 | Lage                                                               | Beschreibung | Bauzeit | Objekt-Nr. |
| --------------- | --------------------------- | ------------------------------------------------------------------ | ------------ | ------- | ---------- |
| Brunnen         | Brunnen                     | Ober-Florstadt, Feldstraße 2/2a LageFlur: 1, Flurstück: 122/5      |              |         | 5325 DDB   |
| Bild gesucht BW | Gesamtanlage Ober-Florstadt | Ober-Florstadt, Gesamtanlage Ober-Florstadt Lage                   |              |         | 5313 DDB   |
| weitere Bilder  |                             | Ober-Florstadt, Hauptstraße 22 LageFlur: 1, Flurstück: 30          |              |         | 5315 DDB   |
|                 |                             | Ober-Florstadt, Hauptstraße 34 LageFlur: 1, Flurstück: 107/4       |              |         | 5317 DDB   |
| weitere Bilder  |                             | Ober-Florstadt, Hauptstraße 47 LageFlur: 1, Flurstück: 116/4       |              |         | 5319 DDB   |
| weitere Bilder  |                             | Ober-Florstadt, Hauptstraße 49 LageFlur: 1, Flurstück: 117/3       |              |         | 5321 DDB   |
| weitere Bilder  |                             | Ober-Florstadt, Hauptstraße 51 LageFlur: 1, Flurstück: 120/3       |              |         | 5323 DDB   |
| Dorfplatz       | Dorfplatz                   | Ober-Florstadt, Hintergasse o. Nr. LageFlur: 1, Flurstück: 72/1    |              |         | 5333 DDB   |
| weitere Bilder  |                             | Ober-Florstadt, Hintergasse 3 LageFlur: 1, Flurstück: 49/2         |              |         | 5327 DDB   |
| weitere Bilder  |                             | Ober-Florstadt, Hintergasse 11 LageFlur: 1, Flurstück: 43/1        |              |         | 5329 DDB   |
| weitere Bilder  | Ehem. Schule mit Brunnen    | Ober-Florstadt, Hintergasse 15 LageFlur: 1, Flurstück: 41/1        |              |         | 5331 DDB   |
|                 |                             | Ober-Florstadt, Mittelgasse 6 LageFlur: 1, Flurstück: 35           |              |         | 5337 DDB   |
| weitere Bilder  | Brunnen                     | Ober-Florstadt, Schreitzergasse o. Nr. LageFlur: 1, Flurstück: 198 |              |         | 5343 DDB   |
| weitere Bilder  |                             | Ober-Florstadt, Schreitzergasse 4 LageFlur: 1, Flurstück: 17/1     |              |         | 5341 DDB   |

## Staden
| Bild                                                    | Bezeichnung                                                                                     | Lage | Beschreibung                                                   | Bauzeit         | Objekt-Nr. |
| ------------------------------------------------------- | ----------------------------------------------------------------------------------------------- | --- | -------------------------------------------------------------- | --------------- | ---------- |
| Bild gesucht BW                                         | Gesamtanlage Staden                                                                             | Staden, Gesamtanlage Staden Lage                                                                                  |                                                                |                 | 5347 DDB   |
| weitere Bilder                                          |                                                                                                 | Staden, Entenfang 9 LageFlur: 1, Flurstück: 24/2                                                                  |                                                                |                 | 5375 DDB   |
| weitere Bilder                                          | Jüdischer Friedhof                                                                              | Staden, Hinter den Tannen o. Nr. LageFlur: 5, Flurstück: 110                                                      | Jüdischer Friedhof, Kulturdenkmal aus geschichtlichen Gründen. | 18. Jahrhundert | 5351 DDB   |
| Ehem. Synagoge                                          | Ehem. Synagoge                                                                                  | Staden, Hofgasse 1 LageFlur: 1, Flurstück: 57                                                                     |                                                                |                 | 5353 DDB   |
| Bild gesucht BW                                         | Reste eines Turmes der Stadener Stadtmauer                                                      | Staden, Hofgasse 5 LageFlur: 1, Flurstück: 50                                                                     |                                                                |                 | 5355 DDB   |
|                                                         |                                                                                                 | Staden, Hofgasse 14/15a LageFlur: 1, Flurstück: 86/2, 87/2                                                        |                                                                |                 | 5357 DDB   |
| weitere Bilder                                          |                                                                                                 | Staden, Hofgasse 16/18/19 LageFlur: 1, Flurstück: 77, 79/1, 80, 82–84, 85/1                                       |                                                                |                 | 5359 DDB   |
|                                                         |                                                                                                 | Staden, Hofgasse 22 LageFlur: 1, Flurstück: 61                                                                    |                                                                |                 | 5361 DDB   |
| weitere Bilder                                          | Ev. Pfarrkirche                                                                                 | Staden, Parkstraße 1 LageFlur: 1, Flurstück: 35                                                                   |                                                                |                 | 5363 DDB   |
| weitere Bilder                                          | Ehemaliges v. Löw’sches Schloss mit Park                                                        | Staden, Parkstraße 2 LageFlur: 1, Flurstück: 2/4                                                                  |                                                                |                 | 5365 DDB   |
| weitere Bilder                                          |                                                                                                 | Staden, Parkstraße 5 LageFlur: 1, Flurstück: 54                                                                   |                                                                |                 | 5367 DDB   |
| weitere Bilder                                          |                                                                                                 | Staden, Parkstraße 9 LageFlur: 1, Flurstück: 56                                                                   |                                                                |                 | 5369 DDB   |
|                                                         |                                                                                                 | Staden, Parkstraße 10 LageFlur: 1, Flurstück: 25                                                                  |                                                                |                 | 5371 DDB   |
| weitere Bilder                                          |                                                                                                 | Staden, Parkstraße 11/13 LageFlur: 1, Flurstück: 58, 59                                                           |                                                                |                 | 5373 DDB   |
| weitere Bilder                                          |                                                                                                 | Staden, Parkstraße 14 LageFlur: 1, Flurstück: 8/1                                                                 |                                                                |                 | 5377 DDB   |
| weitere Bilder                                          | Ehem. Erbleihmühle                                                                              | Staden, Parkstraße 16 LageFlur: 1, Flurstück: 120                                                                 |                                                                |                 | 5379 DDB   |
| Ehem. Rathaus                                           | Ehem. Rathaus                                                                                   | Staden, Parkstraße 19 LageFlur: 1, Flurstück: 68/2                                                                |                                                                |                 | 5381 DDB   |
| weitere Bilder                                          | Ehemaliges Isenburg-Büdingen’sches Schloß mit Torturm der Vorburg der ehem. Stadener Wasserburg | Staden, Parkstraße 20/20 a LageFlur: 1, Flurstück: 115/11, 116/4, 116/7, 116/9                                    |                                                                |                 | 5383 DDB   |
| Ehem. Schulhaus                                         | Ehem. Schulhaus                                                                                 | Staden, Parkstraße 21 LageFlur: 1, Flurstück: 66                                                                  |                                                                |                 | 5385 DDB   |
| Wohnhaus der ehem. Erbleihwirtschaft (Hammel’scher Hof) | Wohnhaus der ehem. Erbleihwirtschaft (Hammel’scher Hof)                                         | Staden, Parkstraße 22/33 LageFlur: 1, Flurstück: 111/2, 115/10                                                    |                                                                |                 | 5387 DDB   |
| Pfarrhaus                                               | Pfarrhaus                                                                                       | Staden, Parkstraße 23 LageFlur: 1, Flurstück: 72/1                                                                |                                                                |                 | 5389 DDB   |
| weitere Bilder                                          | Ruine der Stadener Wasserburg                                                                   | Staden, Parkstraße 24 LageFlur: 1, Flurstück: 115/12, 115/5                                                       |                                                                |                 | 5391 DDB   |
| weitere Bilder                                          |                                                                                                 | Staden, Parkstraße 27 LageFlur: 1, Flurstück: 106                                                                 |                                                                |                 | 5393 DDB   |
| weitere Bilder                                          |                                                                                                 | Staden, Parkstraße 29, Pfarrgasse 6, Parkstraße 31 LageFlur: 1, Flurstück: 107, 108                               |                                                                |                 | 5395 DDB   |
| Turmstumpf der ehem. Stadtbefestigung                   | Turmstumpf der ehem. Stadtbefestigung                                                           | Staden, Pfarrgasse o. Nr. LageFlur: 1, Flurstück: 110                                                             |                                                                |                 | 5397 DDB   |
| Bild gesucht BW                                         | Sachgesamtheit Stadtbefestigung                                                                 | Staden, Pfarrgasse, Parkstraße 14, Hofgasse 5, Entenfang 8/10/24 LageFlur: 1, Flurstück: 110, 17/1, 29/6, 50, 8/1 |                                                                |                 | 5349 DDB   |
|                                                         |                                                                                                 | Staden, Pfarrgasse 1/3 LageFlur: 1, Flurstück: 73, 74                                                             |                                                                |                 | 5399 DDB   |
|                                                         |                                                                                                 | Staden, Pfarrgasse 2 LageFlur: 1, Flurstück: 105                                                                  |                                                                |                 | 5401 DDB   |
|                                                         |                                                                                                 | Staden, Pfarrgasse 4 LageFlur: 1, Flurstück: 104                                                                  |                                                                |                 | 5403 DDB   |
|                                                         |                                                                                                 | Staden, Pfarrgasse 7 LageFlur: 1, Flurstück: 91                                                                   |                                                                |                 | 5405 DDB   |
| weitere Bilder                                          |                                                                                                 | Staden, Pfarrgasse 8 LageFlur: 1, Flurstück: 109/1                                                                |                                                                |                 | 5407 DDB   |
|                                                         |                                                                                                 | Staden, Pfarrgasse 9 LageFlur: 1, Flurstück: 89/1                                                                 |                                                                |                 | 5409 DDB   |
|                                                         |                                                                                                 | Staden, Pfarrgasse 13, Mühlbach (k.fl.Gew.III) LageFlur: 1, Flurstück: 232/2, 94                                  |                                                                |                 | 5411 DDB   |

## Stammheim
| Bild                   | Bezeichnung                                                       | Lage                                                                          | Beschreibung                                                | Bauzeit | Objekt-Nr. |
| ---------------------- | ----------------------------------------------------------------- | ----------------------------------------------------------------------------- | ----------------------------------------------------------- | ------- | ---------- |
| Ehem. Zehntscheune     | Ehem. Zehntscheune                                                | Stammheim, Am Schloßgarten 5/7/9 LageFlur: 1, Flurstück: 91/1, 94/1, 95/1     |                                                             |         | 5417 DDB   |
|                        |                                                                   | Stammheim, An der Kirche 3 LageFlur: 1, Flurstück: 349                        |                                                             |         | 5419 DDB   |
| weitere Bilder         |                                                                   | Stammheim, An der Kirche 4 LageFlur: 1, Flurstück: 302/1                      |                                                             |         | 5421 DDB   |
| Gesamtanlage Stammheim | Gesamtanlage Stammheim                                            | Stammheim, Gesamtanlage Stammheim Lage                                        |                                                             |         | 5415 DDB   |
| weitere Bilder         |                                                                   | Stammheim, Gießener Straße 2 LageFlur: 1, Flurstück: 286/1                    |                                                             |         | 5423 DDB   |
|                        |                                                                   | Stammheim, Gießener Straße 4 LageFlur: 1, Flurstück: 288                      |                                                             |         | 5425 DDB   |
| weitere Bilder         |                                                                   | Stammheim, Gießener Straße 5 LageFlur: 1, Flurstück: 277                      |                                                             |         | 5427 DDB   |
|                        |                                                                   | Stammheim, Gießener Straße 6 LageFlur: 1, Flurstück: 289                      |                                                             |         | 5429 DDB   |
|                        |                                                                   | Stammheim, Gießener Straße 10/12 LageFlur: 1, Flurstück: 351/2, 351/3         |                                                             |         | 5431 DDB   |
| weitere Bilder         |                                                                   | Stammheim, Gießener Straße 11/13 LageFlur: 1, Flurstück: 469/1, 469/2         |                                                             |         | 5433 DDB   |
|                        |                                                                   | Stammheim, Gießener Straße 18 LageFlur: 1, Flurstück: 357                     |                                                             |         | 5435 DDB   |
| weitere Bilder         |                                                                   | Stammheim, Gießener Straße 19 LageFlur: 1, Flurstück: 464                     |                                                             |         | 5437 DDB   |
| weitere Bilder         |                                                                   | Stammheim, Gießener Straße 25 LageFlur: 1, Flurstück: 455                     |                                                             |         | 5439 DDB   |
| weitere Bilder         | Kuhstall des ehem. Rullmann’schen Hofes                           | Stammheim, Hanauer Straße 2 LageFlur: 1, Flurstück: 237/1                     |                                                             |         | 5441 DDB   |
|                        |                                                                   | Stammheim, Hanauer Straße 3 LageFlur: 1, Flurstück: 313                       |                                                             |         | 5443 DDB   |
| weitere Bilder         |                                                                   | Stammheim, Hanauer Straße 5 LageFlur: 1, Flurstück: 314                       |                                                             |         | 5445 DDB   |
| Bild gesucht BW        |                                                                   | Stammheim, Hanauer Straße 6 LageFlur: 1, Flurstück: 239                       |                                                             |         | 5447 DDB   |
| weitere Bilder         | Ev. Kirche und Gedenkstätte                                       | Stammheim, Hanauer Straße 13, Hanauer Straße LageFlur: 1, Flurstück: 318, 319 |                                                             |         | 5449 DDB   |
|                        |                                                                   | Stammheim, Hanauer Straße 14 LageFlur: 1, Flurstück: 231/1                    |                                                             |         | 5451 DDB   |
|                        |                                                                   | Stammheim, Hanauer Straße 15 LageFlur: 1, Flurstück: 323/1                    |                                                             |         | 5453 DDB   |
|                        |                                                                   | Stammheim, Hanauer Straße 16 LageFlur: 1, Flurstück: 230                      |                                                             |         | 5455 DDB   |
|                        |                                                                   | Stammheim, Hanauer Straße 17 LageFlur: 1, Flurstück: 324/1                    |                                                             |         | 5457 DDB   |
|                        |                                                                   | Stammheim, Hanauer Straße 34 LageFlur: 1, Flurstück: 210                      |                                                             |         | 5459 DDB   |
| weitere Bilder         |                                                                   | Stammheim, Hohlbergstraße 2 LageFlur: 1, Flurstück: 470                       |                                                             |         | 5461 DDB   |
|                        |                                                                   | Stammheim, Hohlbergstraße 3 LageFlur: 1, Flurstück: 280                       |                                                             |         | 5463 DDB   |
| weitere Bilder         |                                                                   | Stammheim, Hohlbergstraße 5 LageFlur: 1, Flurstück: 45/1                      |                                                             |         | 5465 DDB   |
| weitere Bilder         | Ehem. Friedhofseinfriedung und Treppenweg an seiner Süd-Ost-Seite | Stammheim, Im Ort LageFlur: 1, Flurstück: 607                                 |                                                             |         | 5489 DDB   |
| Bild gesucht BW        |                                                                   | Stammheim, Lindenstraße 10 LageFlur: 1, Flurstück: 177                        |                                                             |         | 5467 DDB   |
| Bild gesucht BW        | Erdkeller                                                         | Stammheim, Schloßstraße o. Nr. LageFlur: 1, Flurstück: 65                     |                                                             |         | 5487 DDB   |
|                        |                                                                   | Stammheim, Schloßstraße 1/3 LageFlur: 1, Flurstück: 271, 272                  |                                                             |         | 5469 DDB   |
| weitere Bilder         |                                                                   | Stammheim, Schloßstraße 2/4 LageFlur: 1, Flurstück: 273/1, 56/1               |                                                             |         | 5471 DDB   |
| weitere Bilder         |                                                                   | Stammheim, Schloßstraße 5 LageFlur: 1, Flurstück: 270                         |                                                             |         | 5473 DDB   |
|                        |                                                                   | Stammheim, Schloßstraße 7 LageFlur: 1, Flurstück: 269                         |                                                             |         | 5475 DDB   |
| weitere Bilder         | Ehem. Herrenhaus des Anwesens der von Zwirnleins                  | Stammheim, Schloßstraße 10 LageFlur: 1, Flurstück: 63/5                       | 1914 Umnutzung zur Schule, gegenwärtig als Wohnhaus genutzt |         | 5477 DDB   |
|                        |                                                                   | Stammheim, Schloßstraße 11 LageFlur: 1, Flurstück: 267                        |                                                             |         | 5479 DDB   |
| weitere Bilder         | Spritzenhaus                                                      | Stammheim, Schloßstraße 13 LageFlur: 1, Flurstück: 265                        |                                                             |         | 5481 DDB   |
| weitere Bilder         |                                                                   | Stammheim, Schloßstraße 17 LageFlur: 1, Flurstück: 262/2                      |                                                             |         | 5483 DDB   |
| weitere Bilder         | Schloß Stammheim                                                  | Stammheim, Schloßstraße 19 LageFlur: 1, Flurstück: 261/1                      |                                                             |         | 5485 DDB   |